# Mordellistena atroapicalis
Mordellistena atroapicalis es una especie de coleóptero de la familia Mordellidae.

## Distribución geográfica
Habita en Gabón.